# 青森港

1975年拍攝的青森港周邊空拍照。青森站旁可見青函連絡船的空橋。當時還沒有青森灣大橋。
。

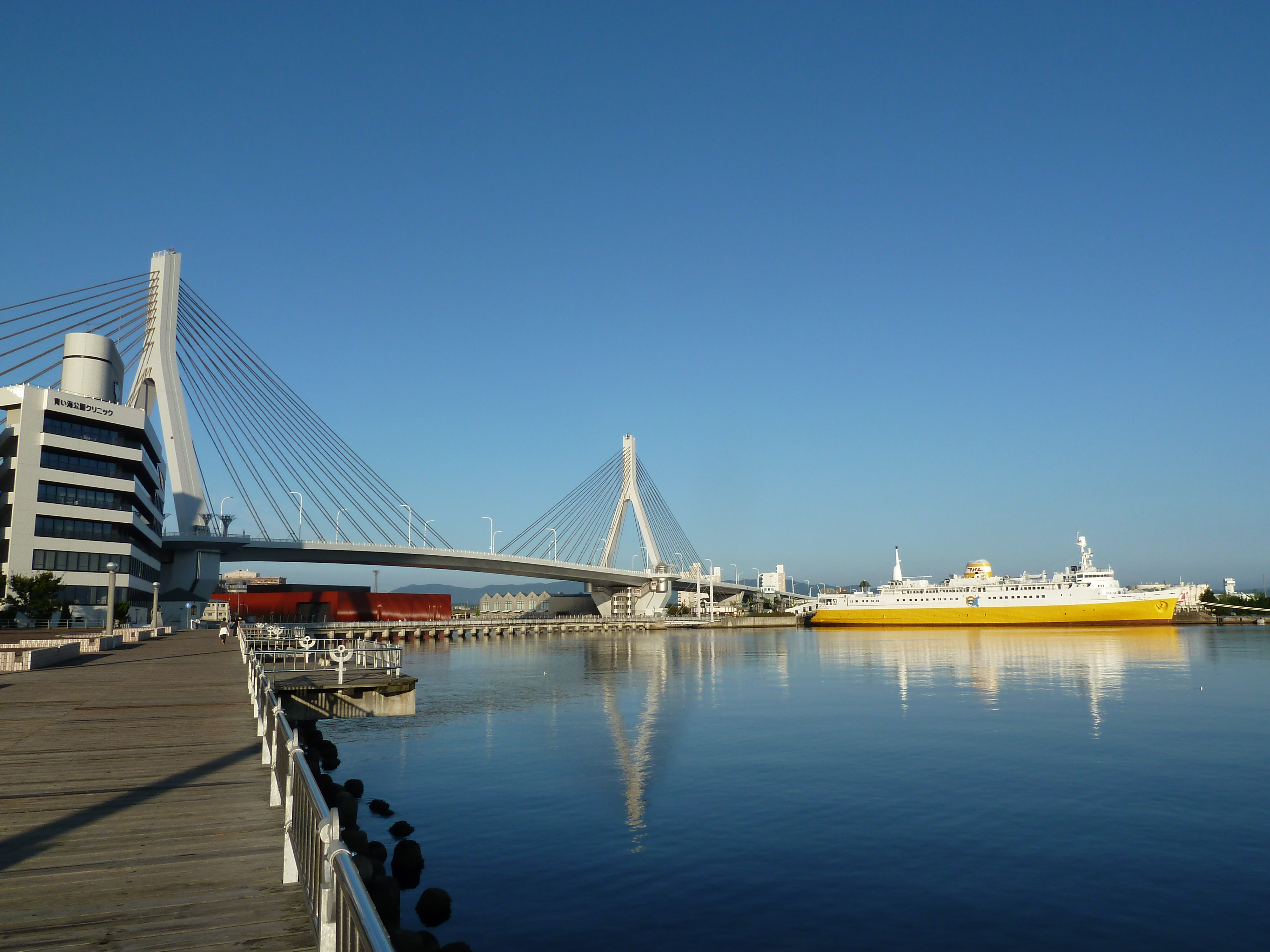
ASPM所見的青森灣大橋與青函連絡船

青森港（日语：／ Aomori-kou）是位於日本青森縣青森市的港口，港灣管理者是青森縣，在法律上被劃入重要港灣，在港則法上屬於特定港。

## 概要
青森港位於陸奧灣的最深處，是波浪平緩的天然良港。在江戶時代青森港是弘前藩的外港，明治時代之後隨著青函連絡船的開通而成為連接本州和北海道的樞紐。1988年（昭和63年）青函連絡船停航以前一直是鐵道輸送與船舶輸送的重要節點。在青函連絡船停航後，直至今日仍是北海道與本州的渡輪據點之一，現在青森港的渡輪大部分是車輛運輸。青森港也是重要的貨物港，主要交易貨物包括石油製品和石油天然氣。
2011年（平成23年），全年遊輪停港次數到達10次（6艘）。

## 歷史
江戶時代初期的1624年（寛永元年），被弘前藩2代藩主津輕信枚任命擔任開港奉行的森山信實，在當時外濱的善知鳥（うとう）村開設「青森」港。青森港之後在江戶時代作為弘前藩的商港而繁榮發展，1871年（明治4年）弘前縣改為青森縣，縣廳設於青森町。1907年（明治40年），本港指定為當時的第2種重要港灣，翌年青函連絡船開航，成為來往北海道與本州之間的重要港口。

### 沿革
- 1624年（寛永元年） - 獲弘前藩第2代藩主津輕信枚任命的家臣臣森山彌七郎在當時外濱的漁村善知鳥村以青森命名開港。
- 1865年（元治2年） - 江戶幕府將青森與佐井村的二港定為往箱館的渡港。
- 1876年（明治9年） - 巡幸北海道、東北地方的明治天皇所搭乘的明治丸（日语：明治丸）從青森港出發航向橫濱港。
- 1893年（明治26年） - 函館港-青森港間的定期航線延伸至室蘭港，開始往室蘭港的定期航線。
- 1906年（明治39年） - 成為特別輸出港，達成關稅法上的開港（日语：開港）。
- 1907年（明治40年） - 指定為第2種重要港灣。
- 1908年（明治41年）3月7日 - 青函連絡船開航。
- 1922年（大正11年) - 輸入貿易限制廢除，成為完全貿易港。
- 1924年（大正13年） - 築港第1期工程完成，青函連絡船從駁船（艀，はしけ）改為碼頭直接上下客。
- 1943年（昭和18年） - 青森港第2期擴張工程完成。
- 1945年（昭和20年）
  - 3月6日 - 戰時設計（日语：戦時設計）（戰時標準船W型）的第五青函丸在港內撞上防波堤而沈船。死者、失蹤達82人。
  - 7月14日 - 美國海軍艦載機空襲，全部連絡船12艘嚴重毀損（8艘沈沒、2艘嚴重破損起火、2艘無法航行、352人死亡）。
  - 7月28日 - 青森大空襲（日语：青森大空襲），青森市市區與港灣設施嚴重毀損。1767人傷亡。18045戶房屋毀損（88%市區燒毀）
- 1951年（昭和26年）1月19日 - 指定為重要港灣（日语：重要港湾）。
- 1954年（昭和29年） - 中央埠頭3千噸岸壁完成。
- 1958年（昭和33年） - 指定為木材輸入及檢疫港。
- 1962年（昭和37年） - 濱町埠頭西側1萬噸岸壁完成。
- 1964年（昭和39年） - 濱町埠頭（1萬噸2泊位、5千噸1泊位）完成。
- 1968年（昭和43年） - 堤埠頭5千噸岸壁完成。
- 1970年（昭和45年） - 油川木材港完成。
- 1972年（昭和47年） - 港灣區域擴大至淺蟲地區。
- 1974年（昭和49年） - 沖館地區渡船基地啟用。
- 1979年（昭和54年） - 淺蟲地區遊艇港（容納250艇）完成。
- 1982年（昭和57年） - 沖館地區−7.5m岸壁（5千噸2泊位）完成。
- 1983年（昭和58年） - 沖館地區西防波堤（510m）完成。
- 1984年（昭和59年） - 本港地區東防波堤（205m）完成。
- 1986年（昭和61年）
  - - 堤埠頭−10m岸壁（1萬5千噸1泊位）完成。
  - 4月24日 - 青森縣觀光物產館ASPM開幕。
- 1988年（昭和63年）
  - 3月13日 - 青函連絡船停航。
  - - 沖館地區−10m岸壁（1萬5千噸1泊位）完成。
- 1990年（平成2年）7月 - 青函連絡船紀念船八甲田丸（日语：青函連絡船メモリアルシップ八甲田丸）開始公開展示。
- 1991年（平成3年） - 沖館地區−13m岸壁（5万噸1泊位）完成。
- 1992年（平成4年）
  - - 沖館地區'−7.5m岸壁改良（5千噸2泊位）完成。
  - 7月 - 青森灣大橋暫定2車線啟用。（1994年7月起4車線全線啟用）
- 1993年（平成5年） - 新北防波堤完成。
- 1997年（平成9年） - 沖館地區西防波堤完成。
- 2003年（平成15年） - 本港地區−10m耐震強化岸壁完成。
- 2004年（平成16年） - 本港地區北防波堤完成。
- 2008年（平成20年）
  - - 沖館地區－7.5m耐震強化岸壁完成。
  - - 建設新渡輪總站大樓。
  - - 新渡輪總站大樓啟用。導入第2艘高速船。
  - 11月～ - 東日本渡輪（日语：東日本フェリー）的高速渡輪（Natchan Rera（日语：ナッチャンRera）、World）停航。
  - 11月底 - 東日本渡輪退出全部航線。
  - 12月1日 - 道南自動車渡輪取得函館 - 青森航線並增班。
- 2009年（平成21年）
  - 3月1日 - 道南自動車渡輪營運的航線通稱為「津輕海峽渡輪」。
  - 11月1日 - 道南自動車渡輪更名為津輕海峽渡輪（日语：津軽海峡フェリー）。
- 2010年（平成22年）
  - 7月17日 - 函館港 - 青森港航線「藍海豚（日语：ほるす）」啟航。
  - 8月 - 指定為重點港灣（日语：重点港湾）。
  - 12月4日 - 商業設施A-FACTORY（日语：A-FACTORY）開幕。
- 2011年（平成23年）1月5日 - 文化觀光交流設施睡魔之家WARASSE（日语：ねぶたの家 ワ・ラッセ）開幕。

## 利用状況

### 渡輪總站

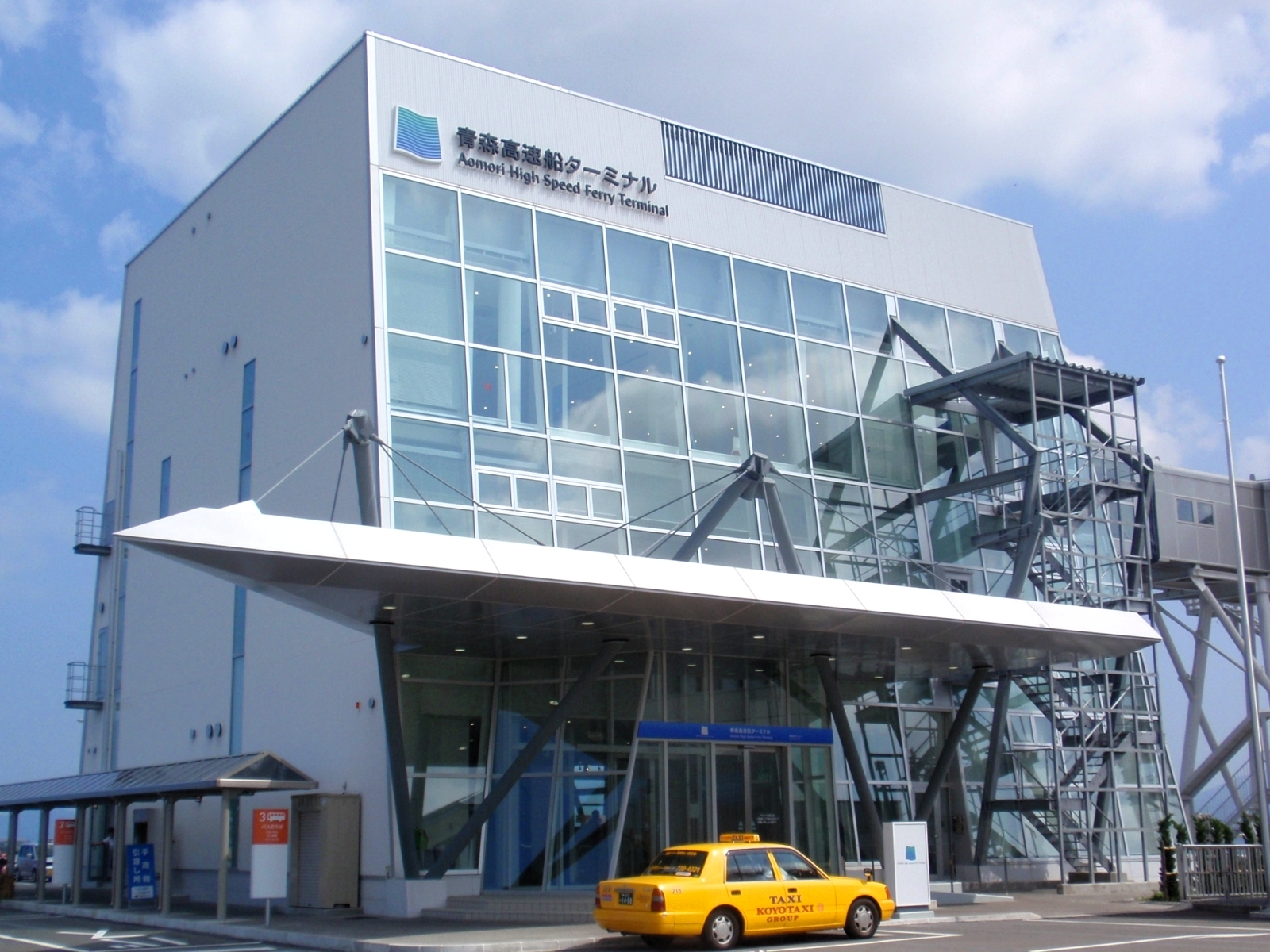
津輕海峽渡輪青森總站

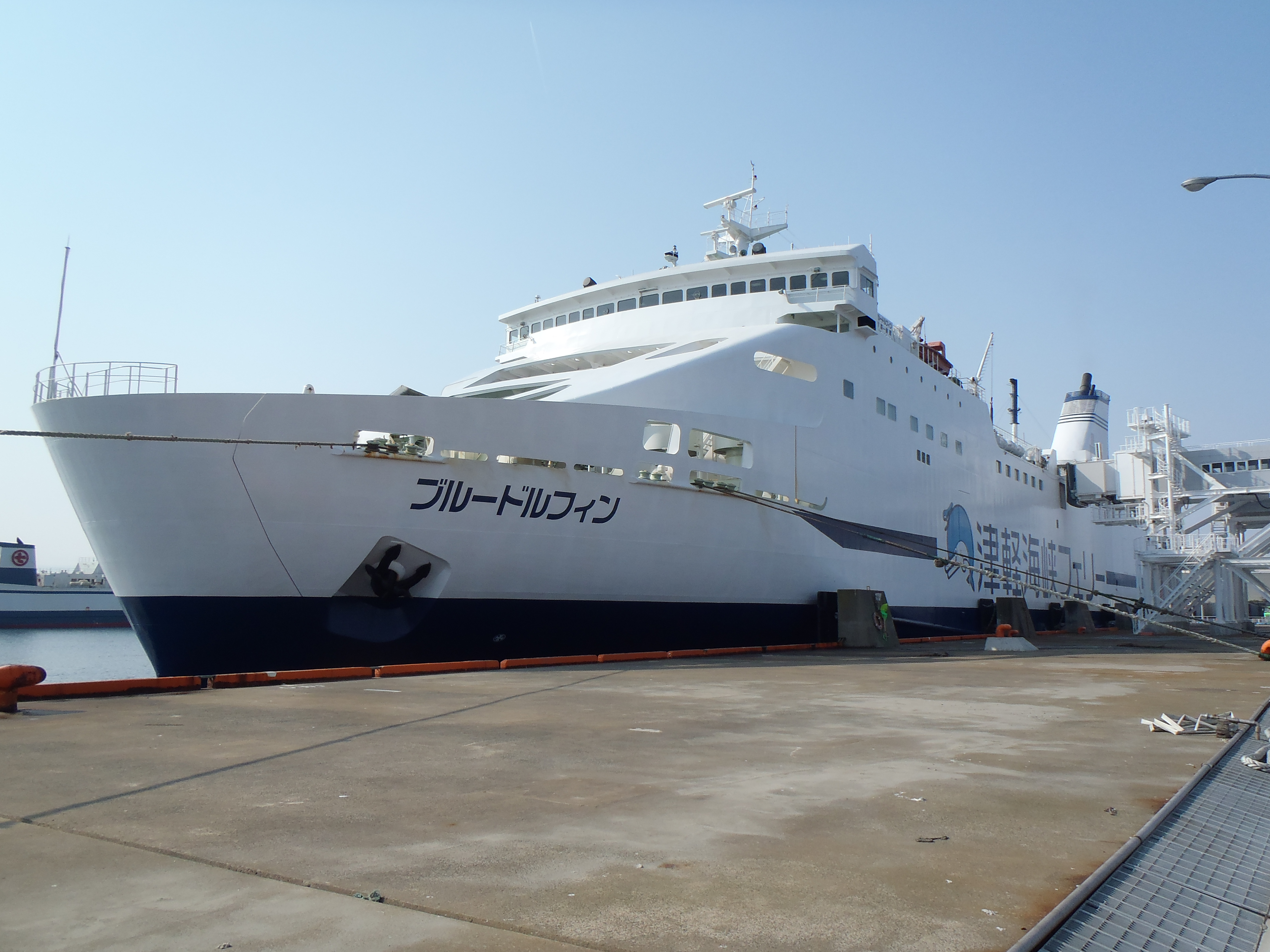
藍海豚

- 所在地為青森市沖館2丁目。JR東日本青森站西口搭乘計程車約10分鐘。現在可搭乘巴士睡魔號（日语：ねぶたん号）（約30分鐘／車資200日圓）前往。
- 2011年3月7日起，新青森港渡輪總站啟用。舊渡輪總站拆除改建。

### 主要定期航線
- 津輕海峽渡輪（青森港 - 函館港）
  - 使用船隻：「藍美人魚（日语：ブルーマーメイド）」、「藍海豚（日语：ほるす）」、「Natchan World（日语：ナッチャンWorld）」（夏季限定）、「VENUS（日语：びなす (2代)）」、「惠山2000（日语：えさん2000）」

- 青函渡輪（青森港 - 函館港：共榮運輸與北日本海運共同航行）
  - 使用船隻（共榮運輸：栗林商船集團）：「3號隼」、「隼」
  - 使用船隻（北日本海運：日本通運集團）：「朝霞21」、「朝霞5號」

- Sii Line（日语：シィライン）（青森港 - 脇野澤港 - 牛瀧港 - 福浦港 - 佐井港）
  - 使用船隻：「北極星」

青森港～函館港的航行時間方面，津輕海峽渡輪約需3小時40分～3小時50分（普通船）、2小時45分（高速船）、青函渡輪約需3小時45分～4小時（依據使用船隻與航行時間有所差異）。

## 外部鏈結
- 青森港灣事務所官網 （页面存档备份，存于）